# دريجة صغيرة

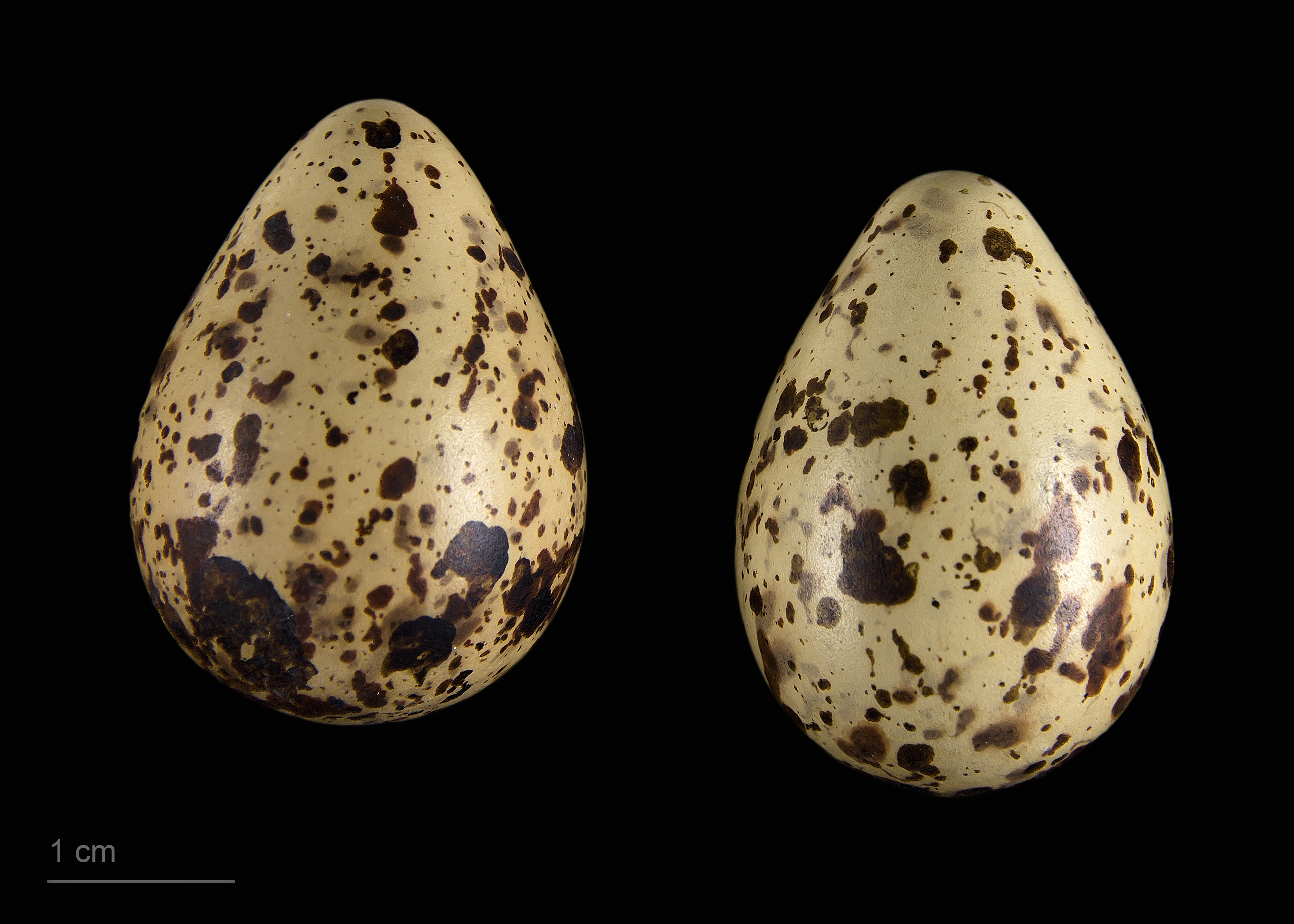
Calidris minuta

دريجة صغيرة تسمى أيضا فطيرة (الاسم العلمي: Calidris minuta) (بالإنجليزية: Little Stint)‏ هي نوع من الطيور يتبع جنس الدريجة من فصيلة دجاج الارض. طائر خواض صغير الحجم لونه من أعلى بني محمر ومن أسفل أبيض وفي الشتاء يكون لونه باهت غير الصيف حيث يكون لونه داكن، ويميزه عن غيره من الطيور المشابهة له منقاره القصير الأسود ورجله السوداء أيضاً وهو يفضل المناطق الساحلية والمسطحات الطينية ويعتبر طائر مهاجر شائع جداً.

## الوصف
هو طائر صغير سريع الحركة ذو منقار حاد أسود وأيضًا أرجل دقيقة وسوداء. ويتم تمييزه عن غيره من الطيور عن طريق منقاره الأسود. وتتميز الطيور البالغة بأنها ينتشر اللون البرتقالي على ريشها في منطقة الصدر، وريش أبيض في منطقة الحلق وأيضًا على شكل حرف "V" في الخلف. ويتم التفرقة بينها بصعوبة في فصل الشتاء.

## معرض صور

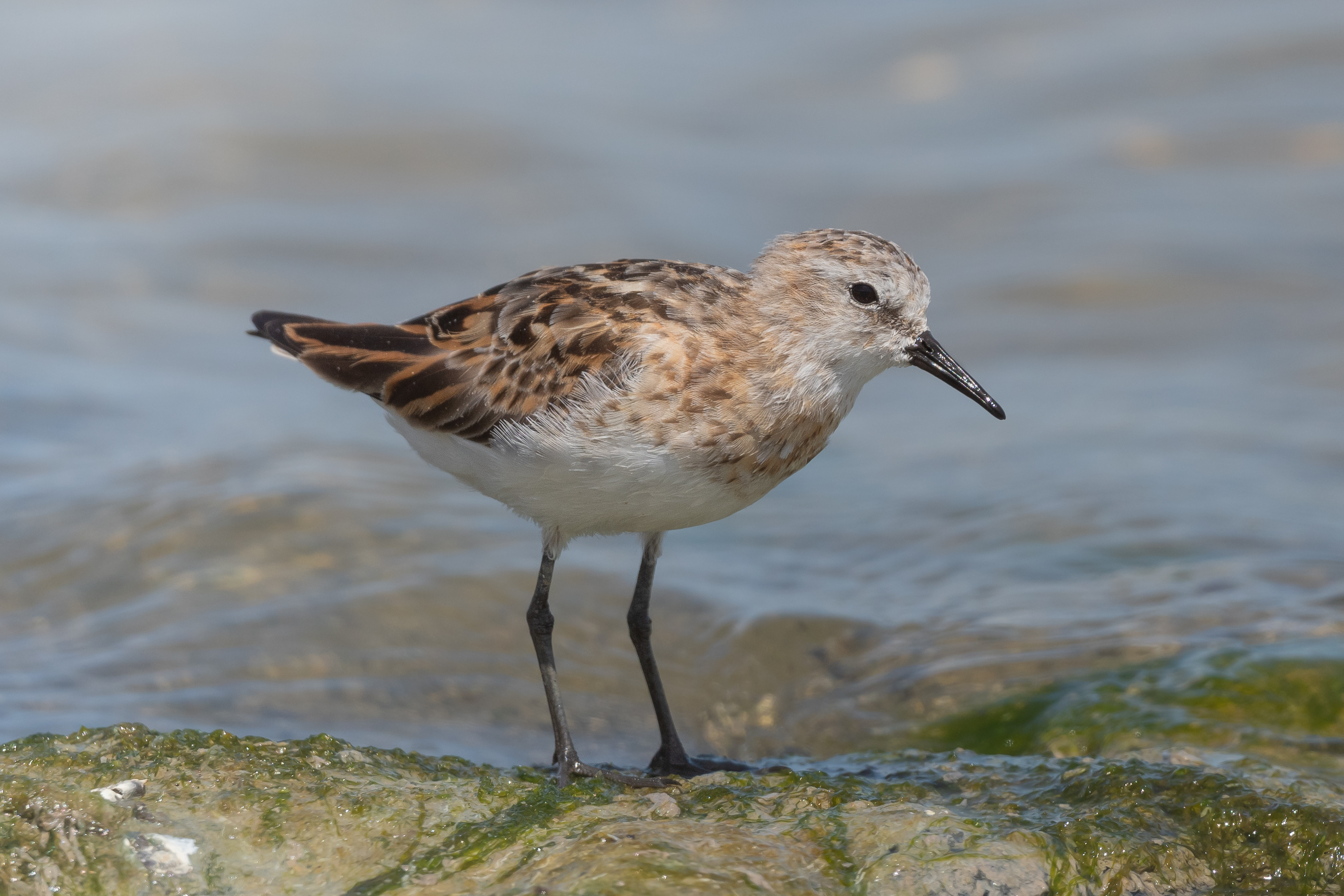
Bécasseau minute Thyna
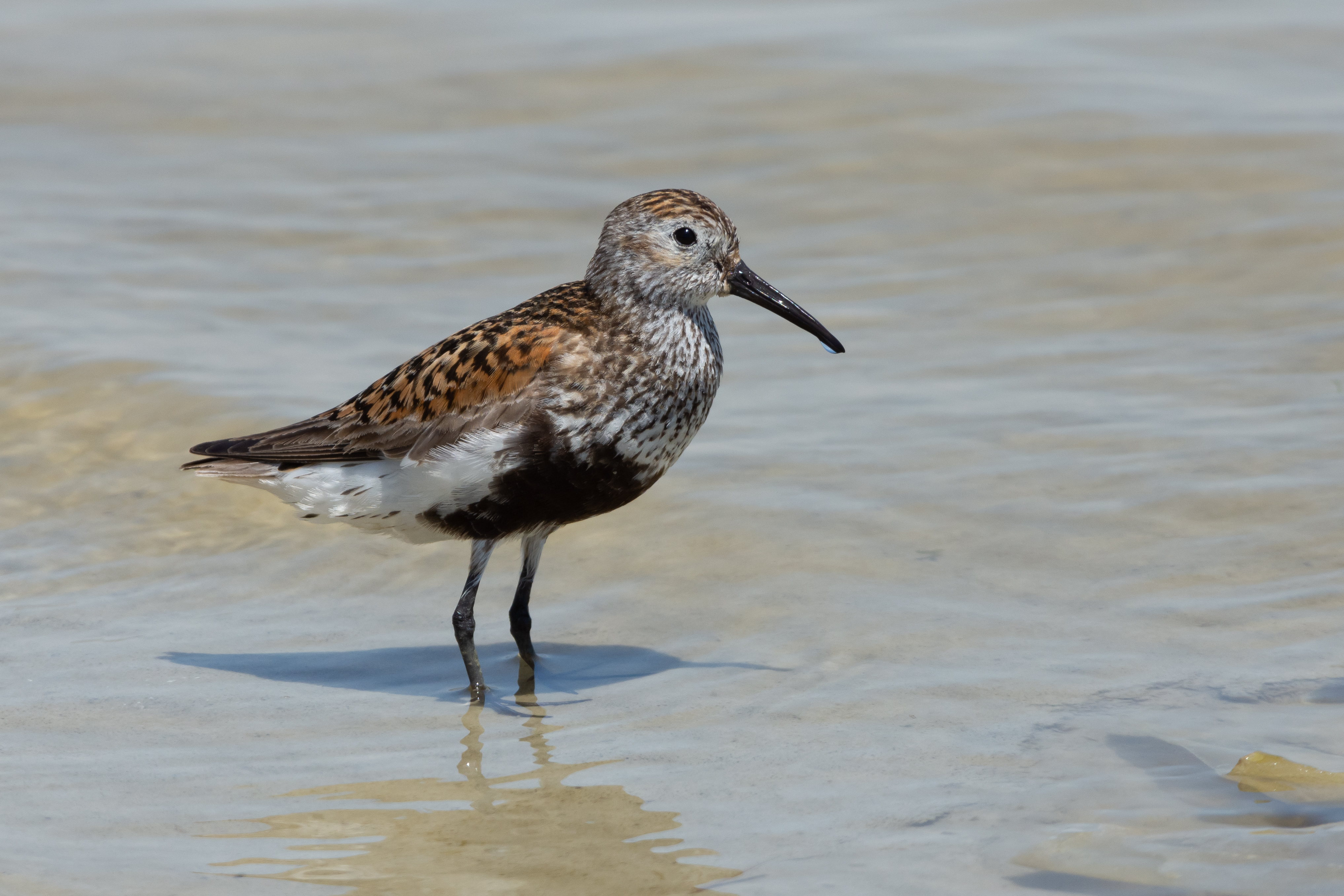
Bécasseau minute Thyna
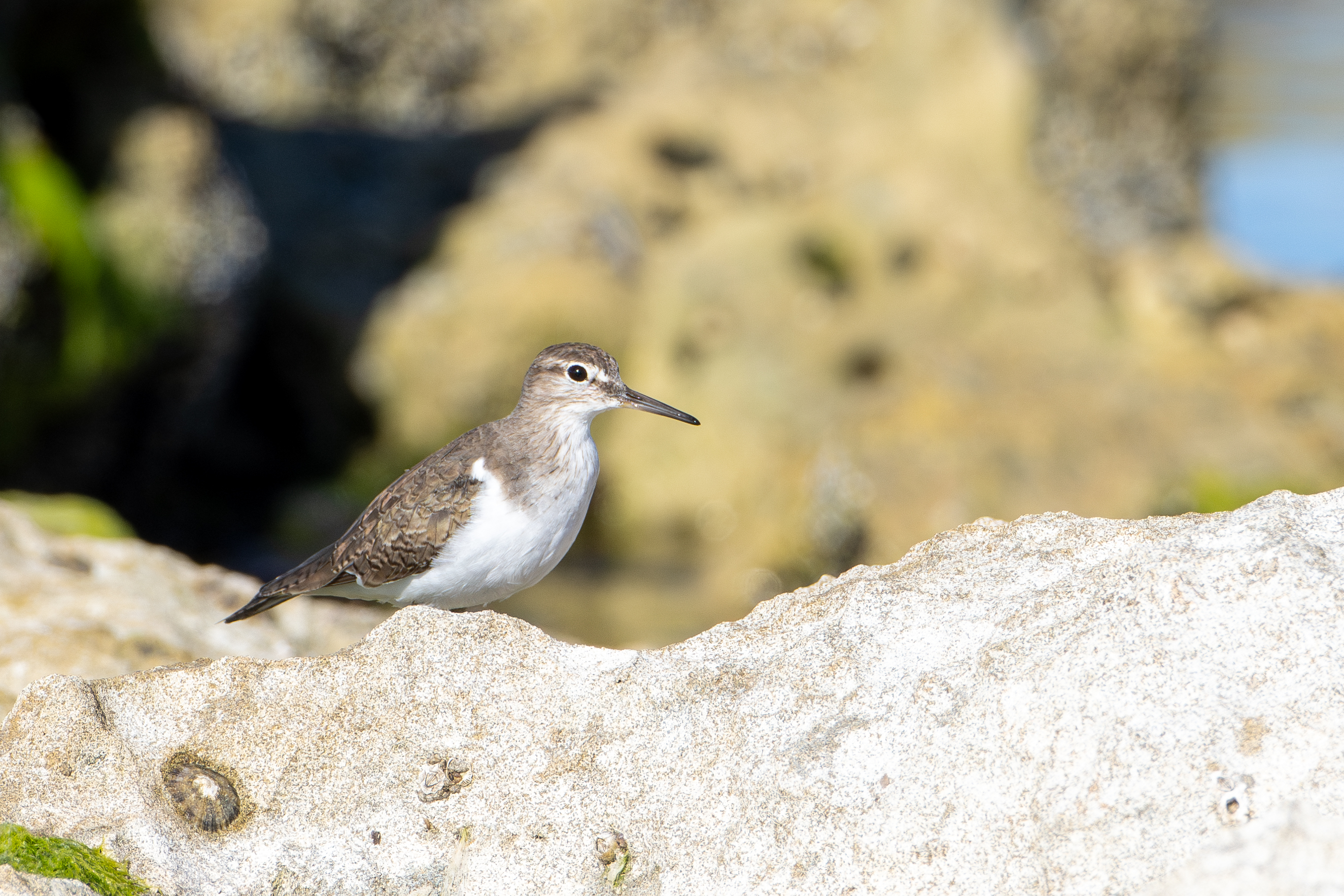
Bécasseau minute Thyna